# Questione di pane o di morte
Questione di pane o di morte (A Matter of Loaf and Death) è un cortometraggio animato del 2008 diretto da Nick Park. Come gli altri film di Wallace e Gromit, è stato realizzato con la tecnica dello stop-motion. È il 4º film che vede come protagonista il duo comico più celebre della Aardman Animations.
Il cortometraggio è stato pubblicato in DVD con il titolo Il mistero dei 12 fornai assassinati.

## Trama
L'inventore Wallace ed il suo cane Gromit, proprietari del panificio artigianale "Top bun", vengono a sapere che è stato ucciso un fornaio di nome Bob, l'ultimo di una serie di ben dodici panettieri assassinati negli ultimi mesi trascorsi. Poco tempo dopo Wallace conosce Piella Bakewell, l'affascinante ex mascotte delle fette di pane confezionate "Panleggero", con la quale si fidanza. Una sera, dopo una visita della donna, l'uomo si accorge che lei ha dimenticato a casa loro il borsellino e, dato che infuria una tempesta, manda Gromit a riconsegnarglielo. A casa di Piella il cane, attirato da un'insolita ombra proveniente dal secondo piano, scopre con orrore che il letto della donna è circondato da dodici manichini che indossano cappelli da cuoco, numerati da 1 a 12, quindi capisce che è Piella l'assassina dei fornai. Gromit nota inoltre un tredicesimo manichino senza cappello ed intuisce che Wallace sarà la prossima vittima. Il cane riesce a non farsi scoprire dalla donna nascondendosi sul lampadario.
Piella va a letto parlando alla sua cagnolina Fluffles, dall'aspetto traumatizzato ed impaurito, proprio del suo progetto di uccidere Wallace. La mattina seguente Gromit vorrebbe mostrare al padrone il diario della donna, il quale contiene le prove che lei sta pensando di eliminarlo, ma non fa in tempo poiché Wallace lo interrompe dicendogli che ha intenzione di sposare Piella, arrivata prima di lui.
Il diario finisce nel camino acceso e Gromit viene ingiustamente punito per un morso provocato da Piella stessa; la donna inoltre tenta di far cadere Wallace negli ingranaggi del mulino, ma non ci riesce e, arrabbiata, se ne va, lasciando l'uomo e Gromit soli per qualche minuto. Un attimo dopo Piella torna per scusarsi, regalando a Wallace una torta, per poi allontanarsi di nuovo immediatamente, dicendo che Fluffles non si sente molto bene. Gromit va a casa della donna per verificare, ma viene catturato da Piella, che lo chiude insieme a Fluffles in un ripostiglio, il quale però contiene la mongolfiera che la donna usava per recitare nelle sue pubblicità, grazie alla quale i due cani riescono a fuggire.
Giunto a casa, Gromit scopre che la torta è in realtà una bomba che sta per esplodere. Piella si precipita sul posto cercando di uccidere Wallace, mentre il cane tenta - in una serie di gag divertenti - di liberarsi della bomba, che finisce per cadere nei pantaloni di Wallace. Felice, Piella salta sulla mongolfiera per fuggire ma, grazie ad un'idea di Fluffles, i pantaloni di Wallace vengono riempiti con una gigantesca quantità di pasta: in questo modo la bomba esplode senza provocare danni. Il peso di Piella fa precipitare la mongolfiera nello zoo, dove la donna viene mangiata da un coccodrillo. Il finale vede Fluffles unirsi felicemente al duo protagonista, che si allontana nel tramonto per consegnare il pane.

## Personaggi
- Wallace: bizzarro inventore che dirige la panetteria "Top bun" insieme al suo cane Gromit. È ghiotto di formaggio e adora bere tè. Durante il film si fidanzerà con Piella Bakewell, ignaro del fatto che lei sia l'assassina dei fornai e che stia cercando di uccidere anche lui.
- Gromit: il cane di Wallace, molto più intelligente del suo padrone, al quale è molto fedele. Come in tutti i cartoni animati in cui appare, non parla mai e non emette mai alcun suono, ma riesce ad esprimere efficacemente le proprie emozioni solo con i movimenti degli occhi. Durante il film si innamorerà di Fluffles ed è l'unica persona a scoprire la vera identità di Piella, anche se non riesce a farlo capire a Wallace per via della donna stessa.
- Piella Bakewell: antagonista del film, è una donna bella ed elegante ma anche crudele, ipocrita e manipolatrice, che, dopo essere stata licenziata come testimonial pubblicitaria dall'azienda produttrice di pane confezionato "Panleggero" poiché ingrassata, ha iniziato ad odiare i panettieri ed ha deciso di vendicarsi assassinandone dodici, uno dopo l'altro, dopo averli adescati fidanzandosi con loro. Durante il film tenterà di fare ciò anche con Wallace, sperando di renderlo la sua tredicesima vittima, ma lui e Gromit riusciranno a metterla fuori combattimento, facendola finire sbranata da un coccodrillo in uno zoo.
- Fluffles: la cagnolina di Piella, è una barboncina bella, premurosa e gentile ma anche facilmente suscettibile, motivo per cui, nonostante sia contraria ai malvagi piani della sua padrona, è traumatizzata e non trova la forza di opporvisi. Durante il film si innamorerà di Gromit e riuscirà, insieme a lui, a fermare la padrona nel suo scopo, dopo tanti anni di torture da parte sua.